# Palingenesia
Palingenesia – Monographien und Texte zur klassischen Altertumswissenschaft (vormals Palingenesia. Schriftenreihe für klassische Altertumswissenschaft) ist eine altertumswissenschaftliche Schriftenreihe, die von Christoph Schubert herausgegeben wird. Sie wurde 1964 von Rudolf Stark begründet und ist zunächst im Verlag Dr. Max Gehlen erschienen. Mit Band drei ging die Reihe in die Hände des Franz Steiner Verlags mit heutigem Sitz in Stuttgart über, wo sie bis heute publiziert wird. Unter der Herausgeberschaft von Severin Koster, zuvor Otto Lendle und Peter Steinmetz, hat sich die ehemalige Saarbrücker Institutsreihe zu einem internationalen Publikationsorgan entwickelt. Im Mittelpunkt steht die Herausgabe monographischer Arbeiten. Inhaltlich ist die Palingenesia an altertumswissenschaftlichen Themen, mit dem Fokus auf philologischer Forschung, ausgerichtet; auch die Alte Geschichte, Kulturgeschichte und die Rezeption der Antike wird aufgegriffen.
Seit 1965 erschienen in der Reihe etwa 100 Einzelbände. Die Sprache der meisten Werke ist Deutsch, doch wurde bislang auch auf Englisch und Italienisch publiziert. Der Großteil der Schriften sind Monografien, doch gibt es auch Aufsatzsammlungen und Festschriften. Die Monografien sind häufig Hochschulschriften (Dissertationen und Habilitationen).

## Bandverzeichnis
| Band | Titel | Autoren/Herausgeber                                             | Jahr | Bemerkungen    | ISBN                    |
| ---- | --- | --------------------------------------------------------------- | ---- | -------------- | ----------------------- |
| 1    | Die Physik des Theophrastos von Eresos. | Peter Steinmetz                                                 | 1964 |                |                         |
| 2    | Untersuchungen zur antiken Demosthenesexegese. | Manfred Lossau                                                  | 1964 |                |                         |
| 3    | Die Freundschaftslehre des Panaitios. Nach einer Analyse von Ciceros Laelius. De amicitia. | Fritz-Arthur Steinmetz                                          | 1967 |                |                         |
| 4    | Politeia und Res Publica. Beiträge zum Verständnis von Recht, Staat und Politik in der Antike. Dem Andenken Rudolf Starks gewidmet.                                                                  | Peter Steinmetz                                                 | 1969 |                |                         |
| 5    | Antike Epostheorien | Severin Koster                                                  | 1970 |                |                         |
| 6    | Theodoros von Asine. Sammlung der Testimonien und Kommentar | Werner Deuse                                                    | 1973 |                |                         |
| 7    | Studien zur Odyssee | Herbert Eisenberger                                             | 1973 |                |                         |
| 8    | Textgeschichtliche Untersuchungen zu neun Opuscula Theophrasts | Walter Burnikel                                                 | 1974 |                | ISBN 3-515-01785-2.     |
| 9    | Historische Kritik bei Polybios | Klaus Meister                                                   | 1975 |                | ISBN 3-515-02051-9.     |
| 10   | Schildkröten. Antike Kriegsmaschinen in poliorketischen Texten. | Otto Lendle                                                     | 1975 |                | ISBN 3-515-02066-7.     |
| 11   | Self-expression in early Greek lyric, elegiac and iambic poetry | Odysseus Tsagarakis                                             | 1977 |                | ISBN 3-515-02488-3.     |
| 12   | Die spartanische Helena und der Trojanische Krieg. Wandlungen und Wanderungen eines Sagenkreises vom Altertums bis zur Gegenwart                                                                     | Helene Homeyer                                                  | 1977 |                | ISBN 3-515-02534-0.     |
| 13   | Lukrez und der Mythos | Erich Ackermann                                                 | 1979 |                | ISBN 3-515-02873-0.     |
| 14   | Cassius Dio und Augustus. Philologische Untersuchungen zu den Büchern 45–56 des dionischen Geschichtswerkes.                                                                                         | Bernd Manuwald                                                  | 1979 |                | ISBN 3-515-02886-2.     |
| 15   | Untersuchungen zur Struktur des Witzepigramms bei Lukillios und Martial. | Walter Burnikel                                                 | 1980 |                | ISBN 3-515-03263-0.     |
| 16   | Untersuchungen zur römischen Literatur des zweiten Jahrhunderts nach Christi Geburt | Peter Steinmetz                                                 | 1982 |                | ISBN 3-515-03480-3.     |
| 17   | Ethische Reflexion und römische Lebenswirklichkeit in Ciceros Schrift De officiis | Willibald Heilmann                                              | 1982 |                | ISBN 3-515-03565-6.     |
| 18   | Die Ungeschichtlichkeit des Kalliasfriedens und deren historische Folgen | Klaus Meister                                                   | 1982 |                | ISBN 3-515-03673-3.     |
| 19   | Texte und Untersuchungen zum technischen Bereich der antiken Poliorketik | Otto Lendle                                                     | 1983 |                | ISBN 3-515-03674-1.     |
| 20   | „Gründer der Stadt“. Studien zu einigen politisch-religiösen Phänomen der griechischen Geschichte | Wolfgang Leschhorn                                              | 1984 |                | ISBN 3-515-04181-8.     |
| 21   | Der delisch-attische Seebund und die athenisch-spartanischen Beziehungen in der kimonischen Ära | Michael Steinbrecher                                            | 1985 |                | ISBN 3-515-04116-8.     |
| 22   | Untersuchungen zu den Phönissen des Euripides | Christian Müller-Goldingen                                      | 1985 |                | ISBN 3-515-04505-8.     |
| 23   | Die lyrischen Partien der Choephoren des Aischylos. Text, Übersetzung, Kommentar. | Kurt Sier                                                       | 1988 |                | ISBN 3-515-04775-1.     |
| 24   | Der Prometheus des Aischylos als geistesgeschichtliches und theatergeschichtliches Phänomen | Franz Stoessl                                                   | 1988 |                | ISBN 3-515-05019-1.     |
| 25   | Reden – Sachstreit – Zänkereien. Untersuchungen zu Form und Funktion verbaler Auseinandersetzungen in den Komödien des Plautus und Terenz                                                            | Michael P. Schmude                                              | 1988 |                | ISBN 3-515-05112-0.     |
| 26   | Studien zur Hirtendichtung Nemesians | Horst Walter                                                    | 1988 |                | ISBN 3-515-05110-4.     |
| 27   | Senecas Naturales quaestiones. Komposition, naturphilosophische Aussage und ihre Quellen | Nikolaus Gross                                                  | 1989 |                | ISBN 3-515-05385-9.     |
| 28   | Beiträge zur hellenistischen Literatur und ihrer Rezeption in Rom | Peter Steinmetz                                                 | 1990 | Sammelband     | ISBN 3-515-05386-7.     |
| 29   | Grabmal und Epigramm. Studien zur frühgriechischen Sepulkraldichtung | Ute Ecker                                                       | 1990 |                | ISBN 3-515-05451-0.     |
| 30   | Pratum Saraviense. Festgabe für Peter Steinmetz | Woldemar Görler, Severin Koster                                 | 1990 | Festschrift    | ISBN 3-515-05582-7.     |
| 31   | Der Panegyricus des Jahres 310 auf Konstantin den Grossen. Übersetzung und historisch-philologischer Kommentar                                                                                       | Brigitte Müller-Rettig                                          | 1990 |                | ISBN 3-515-05540-1.     |
| 32   | Memoria rerum veterum. Neue Beiträge zur antiken Historiographie und zur Alten Geschichte. Festschrift für C. Joachim Classen                                                                        | Wolfram Ax                                                      | 1990 | Festschrift    | ISBN 3-515-05598-3.     |
| 33   | Die Kelten in Italien. Die Einwanderung und die frühen Handelsbeziehungen zu den Etruskern | Ingolf Wernicke                                                 | 1991 |                | ISBN 3-515-05706-4.     |
| 34   | Euripides, Andromeda | Frank Bubel                                                     | 1991 |                | ISBN 3-515-05813-3.     |
| 35   | Acquiring knowledge of the ideas. A Study of the Plato’s Methods in the Phaedo, the Symposium and the Central Books of the Republic                                                                  | Ludwig C. Chen                                                  | 1992 |                | ISBN 3-515-05862-1.     |
| 36   | Zum Umgang mit fremden Sprachen in der griechisch-römischen Antike. | Carl Werner Müller, Kurt Sier, Jürgen Werner                    | 1992 | Kolloquienband | ISBN 3-515-05852-4.     |
| 37   | Hippias Major. An Interpretation | Ivor Ludlam                                                     | 1991 |                | ISBN 3-515-05802-8.     |
| 38   | Politik und Religion im spätrepublikanischen Rom | Claudia Bergemann                                               | 1992 |                | ISBN 3-515-06105-3.     |
| 39   | Iatros. Das Bild des Arztes in der griechischen Literatur von Homer bis Aristoteles | Peter Cordes                                                    | 1994 |                | ISBN 3-515-06191-6.     |
| 40   | Ein Frauenbuch des frühen Humanismus. Untersuchungen zu Bocaccios de mulieribus claris | Ricarda Müller                                                  | 1992 |                | ISBN 3-515-06028-6.     |
| 41   | Die Briefpaare in Ovids Heroides. Tradition und Innovation | Cornelia M. Hintermeier                                         | 1993 |                | ISBN 3-515-06224-6.     |
| 42   | Der hellenistische Osten und das Illyricum unter Caesar | Philipp-Stephan G. Freber                                       | 1993 |                | ISBN 3-515-06255-6.     |
| 43   | Argo pasimelousa/1. Theos Aitios. | Paul Dräger                                                     | 1993 |                | ISBN 3-515-05974-1.     |
| 44   | The Fragments of Mimnermus. Text and Commentary | Archibald Allen                                                 | 1993 |                | ISBN 3-515-06289-0.     |
| 45   | Erzählung und Beschreibung in den Argonautika des Apollonios Rhodios. Ein Beitrag zur Poetik des hellenistischen Epos                                                                                | Karsten Thiel                                                   | 1993 |                | ISBN 3-515-06306-4.     |
| 46   | Orator Christianus. Untersuchungen zur Argumentationskunst in Tertullians Apologeticum | Günther Eckert                                                  | 1993 |                | ISBN 3-515-06392-7.     |
| 47   | Philologische Studien zur Chronik des Hydatius von Chaves. | Carmen Cardelle de Hartmann                                     | 1994 |                | ISBN 3-515-06385-4.     |
| 48   | Historische Beiträge zu den julianischen Reden des Libanios | Reinhold Scholl                                                 | 1994 |                | ISBN 3-515-06537-7.     |
| 49   | Eduard Norden (1868–1941). Ein deutscher Gelehrter jüdischer Herkunft | Bernhard Kytzler, Kurt Rudolph, Jörn Rüpke                      | 1994 | Sammelband     | ISBN 3-515-06588-1.     |
| 50   | Die Darstellung des Kaisers in der lateinischen Panegyrik | Michael Mause                                                   | 1994 |                | ISBN 3-515-06629-2.     |
| 51   | Causarum cognitio. Ciceros Analysen zur politischen Krise der späten römischen Republik | Monika Bernett                                                  | 1995 |                | ISBN 3-515-06639-X.     |
| 52   | Stilistische Untersuchungen zu Pherekydes von Athen. Ein Beitrag zur ältesten ionischen Prosa | Paul Dräger                                                     | 1995 |                | ISBN 3-515-06676-4.     |
| 53   | Hypnos, der Allbezwinger. Eine Studie zum literarischen Bild des Schlafes in der griechischen Antike                                                                                                 | Georg Wöhrle                                                    | 1995 |                | ISBN 3-515-06738-8.     |
| 54   | Homeric „hapax legomena“ in the „Argonautica“ of Apollonius Rhodius. A literary study. | Poulheria Kyriakou                                              | 1995 |                | ISBN 3-515-06596-2.     |
| 55   | Kriegerisches Rom? Zur Frage von Unvermeidbarkeit und Normalität militärischer Konflikte in der römischen Politik                                                                                    | Michaela Kostial                                                | 1995 |                | ISBN 3-515-06775-2.     |
| 56   | Eutropii Breviarium ab urbe condita. Kurze Geschichte Roms seit Gründung (753 v. Chr.-364 n. Chr.). Einleitung, Text und Übersetzung, Anmerkungen, Index nominum.                                    | Friedhelm L. Müller                                             | 1995 |                | ISBN 3-515-06828-7.     |
| 57   | Der Sport im augusteischen Rom | Rigobert W. Fortuin                                             | 1996 |                | ISBN 3-515-06850-3.     |
| 58   | Aristotle on mathematical infinity | Theokritos Kouremenos                                           | 1995 |                | ISBN 3-515-06851-1.     |
| 59   | Hippias maior – Hippias minor. Platon | Bruno Vancamp                                                   | 1996 |                | ISBN 3-515-06877-5.     |
| 60   | Aietes der Krieger – Jason der Sieger. Zum Heldenbild im hellenistischen Epos. | Karsten Thiel                                                   | 1996 |                | ISBN 3-515-06955-0.     |
| 61   | Untersuchungen zu den Frauenkatalogen Hesiods | Paul Dräger                                                     | 1997 |                | ISBN 3-515-07028-1.     |
| 62   | Der Traum vom Fliegen in der Antike | Karin Luck-Huyse                                                | 1997 |                | ISBN 3-515-06965-8.     |
| 63   | Das Problem der Urkunden bei Thukydides. Die Frage der Überlieferungsabsicht durch den Autor. | Friedhelm L. Müller                                             | 1997 |                | ISBN 3-515-07087-7.     |
| 64   | Plutarch und die Sprachen. Ein Beitrag zur Fremdsprachenproblematik in der Antike. | Anika Strobach                                                  | 1997 |                | ISBN 3-515-07007-9.     |
| 65   | Toto notus in orbe. Perspektiven der Martial-Interpretation | Farouk Grewing                                                  | 1998 | Sammelband     | ISBN 3-515-07381-7.     |
| 66   | Die beiden Satiren des Kaisers Julianus Apostata | Friedhelm L. Müller                                             | 1998 |                | ISBN 3-515-07394-9.     |
| 67   | Friedrich August Wolf. Studien, Dokumente, Bibliographie. Eine Veröffentlichung des Leopold-Zunz-Zentrums zur Erforschung des europäischen Judentums                                                 | Reinhard Markner, Giuseppe Veltri                               | 1999 | Sammelband     | ISBN 3-515-07637-9.     |
| 68   | Kleine Schriften | Peter Steinmetz                                                 | 2000 |                | ISBN 3-515-07629-8.     |
| 69   | Von der Republik zum Prinzipat. Ursachen für den Verfassungswechsel in Rom im historischen Denken der Antike.                                                                                        | Karin Sion-Jenkis                                               | 2000 |                | ISBN 3-515-07666-2.     |
| 70   | Zusammenschau der frühgriechischen monodischen Melik (Alkaios, Sappho, Anakreon) | Georgios Tsomis                                                 | 2001 |                | ISBN 3-515-07668-9.     |
| 71   | La rete di Arachne – Arachnes Netz. Beiträge zu Antike, EDV und Internet im Rahmen des Projekts „Telemachos“                                                                                         | Alessandro Cristofori, Carla Salvaterra, Ulrich Schmitzer       | 2000 | Sammelband     | ISBN 3-515-07821-5.     |
| 72   | Hirten in der nicht-bukolischen Dichtung des Hellenismus | Hans Bernsdorff                                                 | 2001 |                | ISBN 3-515-07822-3.     |
| 73   | Ps.-Maximus Confessor. Erste Edition einer Redaktion des sacro-profanen Florilegiums Loci communes                                                                                                   | Sibylle Ihm                                                     | 2001 |                | ISBN 3-515-07758-8.     |
| 74   | Sentenzen im Werk des Tacitus | Roderich Kirchner                                               | 2001 |                | ISBN 3-515-07802-9.     |
| 75   | Das Florilegium des Orion | Medard Haffner                                                  | 2001 |                | ISBN 3-515-07949-1.     |
| 76   | The proportions in Aristotle’s Phys. 7.5 | Theokritos Kouremenos                                           | 2002 |                | ISBN 3-515-08178-X.     |
| 77   | Martial, Buch 8. Einleitung, Text, Übersetzung, Kommentar | Christian Schöffel                                              | 2002 |                | ISBN 3-515-08213-1.     |
| 78   | Die Rezeption der lyrischen Partien der attischen Tragödie in der griechischen Literatur. Von der ausgehenden klassischen Periode bis zur Spätantike                                                 | Argyri G. Karanasiou                                            | 2002 |                | ISBN 3-515-08227-1.     |
| 79   | Die elegischen Verse von Maximian. Eine letzte Widerrede gegen die neue christliche Zeit. Mit den Gedichten der Appendix Maximiana und der Imitatio Maximinani. Interpretation, Text und Übersetzung | Wolfgang Christian Schneider                                    | 2003 |                | ISBN 3-515-07926-2.     |
| 80   | Antike Fachschriftsteller. Literarischer Diskurs und sozialer Kontext | Marietta Horster, Christiane Reitz                              | 2003 | Sammelband     | ISBN 3-515-08243-3.     |
| 81   | Die Thraker südlich vom Balkan in den Geographica Strabos. Quellenkritische Untersuchungen | Konstantin Boshnakov                                            | 2003 |                | ISBN 3-515-07914-9.     |
| 82   | Pseudo-Skymnos (Semos von Delos?). Zeugnisse griechischer Schriftsteller über den westlichen Pontosraum                                                                                              | Konstantin Boshnakov                                            | 2004 |                | ISBN 3-515-08393-6.     |
| 83   | Phonology of the Greek inscriptions in Bulgaria | Mirena Slavova                                                  | 2004 |                | ISBN 3-515-08598-X.     |
| 84   | Die Entführung Kores. Studien zur athenisch-eleusinischen Demeterreligion | Annette Kledt                                                   | 2004 |                | ISBN 3-515-08615-3.     |
| 85   | Wissensvermittlung in dichterischer Gestalt | Marietta Horster, Christiane Reitz                              | 2005 | Sammelband     | ISBN 3-515-08698-6.     |
| 86   | The Socratic Method in the Dialogues of Cicero | Robert A. Gorman                                                | 2005 |                | ISBN 3-515-08749-4.     |
| 87   | Mythos, Katalog und Prophezeiung. Studien zu den Argonautika des Apollonios Rhodios | Burkhard Scherer                                                | 2006 |                | ISBN 978-3-515-08808-4. |
| 88   | dolor und ingenium. Untersuchungen zur römischen Liebeselegie | Mechthild Baar                                                  | 2006 |                | ISBN 978-3-515-08813-8. |
| 89   | Ancient Poetic Etymology. The Pelopids: Fathers and Sons | Evanthia Tsitsibakou-Vasalos                                    | 2007 |                | ISBN 978-3-515-08939-5. |
| 90   | Philosophie als Medizin für die Seele. Untersuchungen zu Ciceros Tusculanae Disputationes | Bernhard Koch                                                   | 2007 |                | ISBN 978-3-515-08951-7. |
| 91   | Der Horazkommentar des Pomponius Porphyrio. Untersuchungen zu seiner Terminologie und Textgeschichte                                                                                                 | Antonina Kalinina                                               | 2007 |                | ISBN 978-3-515-09102-2. |
| 92   | Schicksal, Götter und Handlungsfreiheit in den Epen Homers | Efstratios Sarischoulis                                         | 2008 |                | ISBN 978-3-515-09168-8. |
| 93   | Redeat verum. Studi sulla tecnica poetica dell’Alethia di Mario Claudio Vittorio | Ugo Martorelli                                                  | 2008 |                | ISBN 978-3-515-09197-8. |
| 94   | In the beginning was the apeiron. Infinity in Greek philosophy | Adam Drozdek                                                    | 2008 |                | ISBN 978-3-515-09258-6. |
| 95   | Praxis und Lexis. Ausgewählte Schriften zur Philosophie von Handeln und Reden in der klassischen Antike                                                                                              | Eckart Schütrumpf                                               | 2009 |                | ISBN 978-3-515-09147-3. |
| 96   | Heavenly Stuff. The constitution of the celestial objects and the theory of homocentric spheres in Aristotle’s cosmology                                                                             | Theokritos Kouremenos                                           | 2010 |                | ISBN 978-3-515-09733-8. |
| 97   | Untersuchungen zur handschriftlichen Überlieferung von Platons Menon | Bruno Vancamp                                                   | 2010 |                | ISBN 978-3-515-09811-3. |
| 98   | Condensing texts – condensed texts | Marietta Horster und Christiane Reitz (Herausgeber)             | 2010 | Sammelband     | ISBN 978-3-515-09395-8. |
| 99   | Ciceros „Rosciana Amerina“. Im Prosarhythmus rekonstruiert | Severin Koster                                                  | 2011 |                | ISBN 978-3-515-09868-7. |
| 100  | Aristotle’s „De Caelo“ Γ [G]. Introduction, translation and commentary | Theokritos Kouremenos                                           | 2013 |                | ISBN 978-3-515-10336-7. |
| 101  | Plutarch: „De E apud Delphos“, über das Epsilon am Apolltempel in Delphi. Einführung, Ausgabe und Kommentar                                                                                          | Hendrik Obsieger                                                | 2013 | Dissertation   | ISBN 978-3-515-10606-1. |
| 102  | The Unity of Mathematics in Plato’s Republic | Theokritos Kouremenos                                           | 2015 |                | ISBN 978-3-515-11076-1. |
| 103  | Von Zeitenwenden und Zeitenenden. Reflexion und Konstruktion von Endzeiten und Epochenwenden im Spannungsfeld von Antike und Christentum                                                             | Stefan Freund, Meike Rühl, Christoph Schubert (Herausgeber)     | 2015 | Tagungsband    | ISBN 978-3-515-11174-4. |
| 104  | Die severischen Kaiserfrauen | Sonja Nadolny                                                   | 2016 | Dissertation   | ISBN 978-3-515-11311-3. |
| 105  | Tod und Auferstehung Jesu Christi bei Iuvencus (IV 570-812). Untersuchungen zu Dichtkunst, Theologie und Zweck der „Evangeliorum Libri Quattuor“                                                     | Michael Müller                                                  | 2016 | Dissertation   | ISBN 978-3-515-11340-3  |
| 106  | Studien zum Bibelepos des sogenannten Cyprianus Gallus. Mit einem Kommentar zu gen. 1–362 | Hedwig Schmalzgruber                                            | 2017 | Dissertation   | ISBN 978-3-515-11596-4  |
| 107  | Hellenisti! Altgriechisch als Literatursprache im neuzeitlichen Europa. Internationales Symposium an der Bergischen Universität Wuppertal vom 20. bis 21. November 2015                              | Stefan Weise                                                    | 2017 | Tagungsband    | ISBN 978-3-515-11622-0  |
| 108  | Das dritte Jahrhundert. Kontinuitäten, Brüche, Übergänge | Armin Eich, Stefan Freund, Meike Rühl und Christoph Schubert    | 2017 | Tagungsband    | ISBN 978-3-515-11841-5  |
| 109  | Zur Bedeutung von Wohltaten für das Gedeihen von Gemeinschaft. Cicero, Seneca und Laktanz über „beneficia“                                                                                           | Antje Junghanß                                                  | 2017 | Dissertation   | ISBN 978-3-515-11857-6  |
| 110  | Quintus Smyrnaeus: Kommentar zum siebten Buch der Posthomerica | Georgios P. Tsomis                                              | 2018 |                | ISBN 978-3-515-11882-8  |
| 111  | Herakles im griechischen Epos. Studien zur Narrativität und Poetizität eines Helden | Silvio Bär                                                      | 2019 |                | ISBN 978-3-515-12206-1  |
| 112  | Heliodorus redivivus. Vernetzung und interkultureller Kontext in der europäischen Aithiopika-Rezeption der Frühen Neuzeit                                                                            | Christian Rivoletti, Stefan Seeber (Herausgeber)                | 2019 | Sammelband     | ISBN 978-3-515-12222-1  |
| 113  | Paradigmatische Geschichte. Wahrheit, Theorie und Methode in den „Antiquitates Romanae“ des Dionysios von Halikarnassos                                                                              | Friedrich Meins                                                 | 2019 | Dissertation   | ISBN 978-3-515-12250-4  |
| 114  | Dracontius: De raptu Helenae. Einleitung, Edition, Übersetzung und Kommentar | Katharina Pohl                                                  | 2019 | Dissertation   | ISBN 978-3-515-12216-0  |
| 115  | Philologie auf zweiter Stufe. Literarische Rezeptionen und Inszenierungen hellenistischer Gelehrsamkeit                                                                                              | Gregor Bitto, Anna Ginestí Rosell (Herausgeber)                 | 2019 | Tagungsband    | ISBN 978-3-515-12357-0  |
| 116  | Zeitmontagen. Formen und Funktionen gezielter Anachronismen. 7. Kleine Mommsen-Tagung am 14./15. Oktober 2016 in Dresden                                                                             | Antje Junghanß, Bernhard Kaiser und Dennis Pausch (Herausgeber) | 2019 | Tagungsband    | ISBN 978-3-515-12366-2  |
| 117  | Der „Arion“ des Lorenz Rhodoman. Ein altgriechisches Epyllion der Renaissance. Einleitung, Text, Übersetzung, Wortindex                                                                              | Stefan Weise                                                    | 2019 |                | ISBN 978-3-515-12412-6  |
| 118  | Dichtung zwischen Römern und Vandalen. Tradition, Transformation und Innovation in den Werken des Dracontius                                                                                         | Katharina Pohl (Herausgeberin)                                  | 2019 | Sammelband     | ISBN 978-3-515-12089-0  |
| 119  | Josephus Latinus: De bello Iudaico, Buch 1. Herausgegeben und kommentiert | Bernd Bader                                                     | 2019 |                | ISBN 978-3-515-12430-0  |
| 120  | Le Etiopiche di Eliodoro. Approcci narratologici e nuove prospettive | Marco Palone                                                    | 2020 | Dissertation   | ISBN 978-3-515-12612-0  |
| 121  | Studien zur griechischen Geschichtsschreibung. Von der Klassik bis zur Spätantike | Klaus Meister                                                   | 2020 |                | ISBN 978-3-515-12591-8  |
| 122  | Hyblaea avena. Theokrit in römischer Kaiserzeit und früher Neuzeit | Anne-Elisabeth Beron, Stefan Weise                              | 2020 | Sammelband     | ISBN 978-3-515-12708-0  |
| 123  | Iuvencus, Evangeliorum Liber Quartus. Introduzione, testo criticamente riveduto, traduzione e commento                                                                                               | Donato De Gianni                                                | 2020 |                | ISBN 978-3-515-12844-5  |
| 124  | Calpurnius Siculus, Erste Ekloge. Einleitung, Edition, Übersetzung und Kommentar | Anne-Elisabeth Beron                                            | 2021 |                | ISBN 978-3-515-12843-8  |
| 125  | Streit und Kampf. Die verbalen Angriffe gegen Sokrates in Platons „Gorgias“ | Bernhard Kaiser                                                 | 2021 |                | ISBN 978-3-515-12859-9  |
| 126  | Figurengestaltung und Gesprächsinteraktion im antiken Dialog | Gernot Michael Müller                                           | 2021 | Sammelband     | ISBN 978-3-515-12906-0  |
| 127  | „Disiecti membra poetae“. Neue Spuren des astrologischen Lehrdichters Dorotheos von Sidon | Wolfgang Hübner                                                 | 2021 |                | ISBN 978-3-515-12924-4  |
| 128  | Ciceros emanzipatorische Leserführung. Studien zum Verhältnis von dialogisch-rhetorischer Inszenierung und skeptischer Philosophie in „De natura deorum“                                             | Christopher Diez                                                | 2021 |                | ISBN 978-3-515-13026-4  |
| 129  | Gregor von Nazianz, Threnos über die Leiden seiner Seele (Carmen II,1,45). Herausgegeben, eingeleitet, übersetzt und kommentiert                                                                     | Bernd Lorenz                                                    | 2021 |                | ISBN 978-3-515-13035-6  |
| 130  | Das hellenistische Gedicht Megara. Ein Kommentar | Georgios P. Tsomis                                              | 2022 |                | ISBN 978-3-515-13108-7  |
| 131  | Hermeneutik und kritische Bibelexegese in Augustins De Genesi ad litteram | Friedemann Drews                                                | 2022 |                | ISBN 978-3-515-13110-0  |
| 132  | Personen und persona in den Epigrammen Martials | Walter Kißel                                                    | 2022 |                | ISBN 978-3-515-13128-5  |
| 133  | Gespräch und Erzählung. Strategien und Funktionen des Narrativen im antiken Dialog | Peter von Möllendorff, Gernot Michael Müller (Herausgeber)      | 2022 | Sammelband     | ISBN 978-3-515-13245-9  |
| 134  | Zwischen Skepsis und Staatskult. Neue Perspektiven auf Ciceros De natura deorum | Christopher Diez, Christoph Schubert (Herausgeber)              | 2022 | Sammelband     | ISBN 978-3-515-13326-5  |
| 135  | Storia di un esule. L'evoluzione della poesia dell'esilio di Ovidio dai Tristia alle Epistulae ex Ponto                                                                                              | Edoardo Galfré                                                  | 2023 |                | ISBN 978-3-515-13371-5  |
| 136  | Das Alte Testament in der Dichtung der Antike. Paraphrase, Exegese, Intertextualität und Figurenzeichnung                                                                                            | Donato De Gianni, Stefan Freund (Herausgeber)                   | 2023 | Sammelband     | ISBN 978-3-515-12469-0  |
| 137  | Psychologie in der hellenistischen Geschichtsschreibung | Dirk Rohmann                                                    | 2023 |                | ISBN 978-3-515-13473-6  |
| 138  | Der Borysthenitikos des Dion von Prusa. Einleitung und Kommentar | Anna Nieschler                                                  | 2024 |                | ISBN 978-3-515-13681-5  |